# Robert Lansing
Robert Lansing (ur. 17 października 1864 w Watertown, zm. 30 października 1928 w Nowym Jorku) – amerykański polityk i prawnik. Pełnił funkcję Radcy Prawnego przy Departamencie Stanu USA w chwili wybuchu I wojny światowej. Zdecydowanie opowiadał się przeciwko brytyjskiej polityce blokady. Popierał natomiast wolny dostęp do mórz oraz poszanowanie praw państw neutralnych. Później, w latach 1915–1920 piastował urząd sekretarza stanu USA w administracji prezydenta Woodrowa Wilsona. Objął to stanowisko po rezygnacji Williama Jenningsa Bryana. Uczestniczył w negocjacjach traktatu z Japonią w roku 1917, znanego jako Porozumienie Lansing-Ishii. Był członkiem Amerykańskiej Komisji na rzecz Negocjowania Pokoju, która obradowała w Paryżu w roku 1919.
Lansing urodził się w Watertown w stanie Nowy Jork. W roku 1886 ukończył koledż Amherst. Karierę prawniczą rozpoczął w roku 1889. Od tamtej pory do roku 1907 prowadził własną kancelarię adwokacką Lansing & Lansing w Watertown. Jako ekspert w kwestiach prawa międzynarodowego, pracował jako stowarzyszony radca prawny podczas arbitrażu dot. połowu ryb na Morzu Beringa (pomiędzy Stanami Zjednoczonymi a Wielką Brytanią) jako reprezentant interesów USA w Komisji ds. Roszczeń o Morze Beringa w latach 1896–1897. W roku 1903 był prawnikiem reprezentującym rząd przed Trybunałem Granicznym na Alasce. Działał też w charakterze adwokata Północnoatlantyckich Związków Rybackich podczas arbitrażu w Hadze w latach 1909–1910 oraz jako przedstawiciel USA w ramach Amerykańsko-Brytyjskiego Arbitrażu w latach 1912–1914. W roku 1914 prezydent Wilson mianował Lansinga radcą prawnym Departamentu Stanu.
W czasie I wojny światowej Lansing popierał „życzliwą neutralność” Stanów Zjednoczonych wobec państw Ententy. W późniejszym okresie opowiadał się za przystąpieniem USA do działań wojennych. Według książki reportera gazety „London Sunday Times”, Colina Simpsona, pt. „Lusitania” z roku 1972 Robert Lansing przyczynił się do ukrycia faktu, że liniowiec pasażerski „Lusitania” przewoził ze Stanów Zjednoczonych broń dla Brytyjczyków. Zatopienie „Lusitanii” przez niemiecki okręt podwodny U-20 stało się głównym czynnikiem, który zadecydował o przyłączeniu się USA do I wojny światowej. Działania Lansinga w celu ukrycia faktów związanych z zatonięciem liniowca doprowadziły do sporu pomiędzy nim a sekretarzem stanu Williamem Jenningsem Bryanem. W następstwie konfliktu Bryan podał się do dymisji, a Lansing przejął urząd swojego byłego zwierzchnika. W roku 1916, korzystając z funduszy według własnego uznania, powołał Biuro Tajnego Wywiadu (Bureau of Secret Intelligence) i zatrudnił kilkunastu pierwszych agentów specjalnych tej organizacji. Agenci byli początkowo wykorzystywani do śledzenia działalności państw centralnych w Ameryce, a następnie zajmowali się obserwacją internowanych niemieckich dyplomatów. Niewielka grupa agentów wynajętych przez Lansinga po wielu latach przekształciła się w Dyplomatyczną Służbę Ochrony (Diplomatic Security Service).
W roku 1919 Lansing został tytularnym przewodniczącym Komisji Amerykańskiej podczas paryskiej konferencji pokojowej. Jako że utworzenia Ligi Narodów nie uważał za zasadniczy postulat traktatu pokojowego, stracił uznanie prezydenta Wilsona. W czasie choroby prezydenta Wilsona, którą zapoczątkował udar, Lansing kilkakrotnie zwoływał gabinet na konsultacje. Ponadto, jako pierwszy z członków administracji Wilsona, wysunął propozycję, by wiceprezydent Thomas Marshall przejął obowiązki głowy państwa. Niezależne posunięcia Lansinga oburzyły prezydenta, wobec czego Lansing odszedł z rządu na jego prośbę w roku 1920. Po dymisji pracował w charakterze prawnika w Nowym Jorku.
Członkowie rodziny Lansinga również pełnili kluczowe funkcje państwowe w USA. Jego bratanek, John Foster Dulles, piastował urząd sekretarza stanu; natomiast Allen Welsh Dulles został dyrektorem Centralnego Wywiadu.

## Praca pisarska
Lansing był współredaktorem Amerykańskiego Dziennika Prawa Międzynarodowego. Razem z Garym M. Jonesem napisał Rząd USA: Jego pochodzenie, rozwój i forma (1902). Ponadto do jego dorobku pisarskiego należą publikacje: Wielka Czwórka i Inni podczas Konferencji Pokojowej (1921) oraz Negocjacje Pokojowe (1922).